# Luke Kirby
Luke Kirby, född 29 juni 1978 i Hamilton, Ontario, är en kanadensisk skådespelare.
Kirby har bland annat medverkat i TV-serierna Dr Death och Gossip Girl. Han har även medverkat i filmen Glass.

## Filmografi (i urval)
- 2019 – Glass
- 2021 – Gossip Girl (TV-serie)
- 2023 – Dr Death (TV-serie)
- 2025 – Étoile (TV-serie)